# Lista de incidentes de canibalismo
Esta é uma lista de incidentes de canibalismo ou antropofagia, que trata-se do consumo de carne humana ou órgãos internos por outros seres humanos. Os números de casos envolvendo canibalismo datam desde os tempos bíblicos, e alguns antropólogos sugerem que o canibalismo era considerada uma prática comum nas sociedades humanas já na Era Paleolítica. Ao longo da História, diversas sociedades tribais envolveram-se em práticas canibais. Nos dias atuais, pouquíssimas tribos ainda continuam aderindo a esta prática.
Ocasionalmente, pessoas famintas recorreram ao canibalismo pela necessidade de sobrevivência. Na antiguidade clássica, foram registradas numerosas referências ao canibalismo durante as estações de fome extrema. Os exemplos recentes mais bem documentados incluem a Expedição Donner em 1846 e o desastre aéreo nos Andes em 1972. Alguns assassinos, como Albert Fish e Boone Helm, foram conhecidos por devorarem suas vítimas após matá-las. Outros indivíduos, como o artista Rick Gibson e o jornalista William Seabrook, consumiram carne humana legalmente por curiosidade ou para chamar atenção para si mesmos.

## Pré-história
- Uma ossada datada em 100.000 anos de seis Neandertais encontrados na Caverna Moula-Guercy, na França, os ossos foram quebrados por outros Neandertais de forma que extraiu a medula e o cérebro. Algumas descobertas feitas na caverna El Sidrón na Espanha, também demonstraram sinais de endocanibalismo.[1]
- Cheddar Man, um esqueleto humano datado em cerca de 7150 a.C., pode ter sido vítima de canibalismo.[2]

## Idade Antiga
- De acordo com a Bíblia, no livro de II Reis, durante o cerco sírio a Samaria no reinado de Jorão de Israel, uma mãe comeu o próprio filho por conta da fome extrema que a cidade passava.

## Idade Média
- Acredita-se que o canibalismo foi praticado nas Cruzadas durante o Cerco de Maarate Anumane.[3]
- Por um breve período na Europa, ocorreu uma forma incomum de canibalismo quando milhares de múmias egípcias preservadas em betume foram sacrificadas e vendidas como remédios.[4] A prática desenvolveu-se em um negócio generalizado que floresceu até o final do século XVI. (Até o início do século XIX, ainda acreditava-se que as múmias possuíam propriedades médicas contra sangramentos e eram vendidas como produtos farmacêuticos em forma de pó.[5]). Esta "moda" terminou quando as múmias foram reveladas como sendo cadáveres recentemente de escravos mortos.
- A Grande Fome de 1315-1317 foi marcada com níveis extremos de canibalismo.
- Diversas obras de Michel de Montaigne e Jean de Léry, entre outros, indicaram que a tribo Tupinambá praticava canibalismo.[6][7]
- O povo indígena de Akokisa e Atakapa do Texas moderno praticava canibalismo.[8][9]
- Os caraíbas realizavam rituais canibalísticos.[10]
- O povo Wari' praticava endocanibalismo, mais especificamente o canibalismo mortuário.[11]
- Numerosos incidentes de canibalismo foram registrados durante a seca de 1200-1201 na região do rio Nilo.[12]
- O canibalismo foi amplamente praticado entre os Astecas.[13]
- Em 1503, um grupo de militantes do Qizilbache digeriu os cadáveres dos seus inimigos após reivindicarem um forte no leste do Irã.[14]
- O povo Korowai afirmou continuar com práticas canibais nos dias atuais, como parte de uma tentativa de incentivar o turismo.[15]
- Álvar Núñez Cabeza de Vaca e outros conquistadores espanhóis recorreram ao canibalismo após um naufrágio.[16]
- Em 21 de julho de 1514, o líder rebelde húngaro György Dózsa foi capturado e condenado a sentar-se em um trono de ferro quente, e forçado a usar uma coroa e cetro de ferro aquecido (zombando de sua ambição em tornar-se rei). Enquanto ele sofria, uma procissão de nove rebeldes companheiros que estiveram famintos de antemão foram levados até esse trono. Em seguida, os carrascos removeram algumas correias e os forçaram a entrar na pele de Dózsa. Depois de rasgarem sua carne, os rebeldes restantes receberam ordens para morder os pontos onde as correias quentes foram inseridos e engolir a carne. Os três ou quatro que se recusaram foram simplesmente cortados, o que levou os outros a cumprirem as ordens. No final, Dózsa morreu da provação, enquanto os rebeldes que obedeceram foram libertados.[17]

## Séculos XVII–XIX

### Década de 1600
- Na colonia de Jamestown, os colonos recorreram ao canibalismo durante o período de 1609 a 1610, conhecido como o Tempo da Fome.[18] Depois que os alimentos haviam diminuído, alguns colonos começaram a desenterrar cadáveres para comer. Durante este período, um homem foi torturado até confessar ter matado, salgado e comido a esposa grávida; Ele foi queimado vivo como punição.[19][20]
- Em 1612, as tropas polacas estacionadas no Kremlin de Moscou recorreram ao canibalismo após um cerco prolongado.[21]
- Um grupo de cossacos, sob as ordens do explorador russo Vassili Poyarkov, canibalizou os cadáveres de aborígenes siberianos que haviam assassinado anteriormente.[22]
- Em 20 de agosto de 1672, uma multidão cristã linchou e comeu partes de Johan de Witt, um líder político e seguidor de Spinoza.[23]

### Década de 1700
- As contas do naufrágio do navio inglês Luxborough Galley em 1727 relataram canibalismo entre os sobreviventes durante suas duas semanas em um pequeno barco no meio do Atlântico.
- O soldado francês Tarrare havia se envolvido em práticas canibais.
- O soldado polonês Charles Domery comeu pedaços da perna cortada de um membro da tripulação.
- Em 1763, índios norte-americanos realizaram um ritual de canibalismo em um soldado britânico durante o Cerco do Forte Detroit.

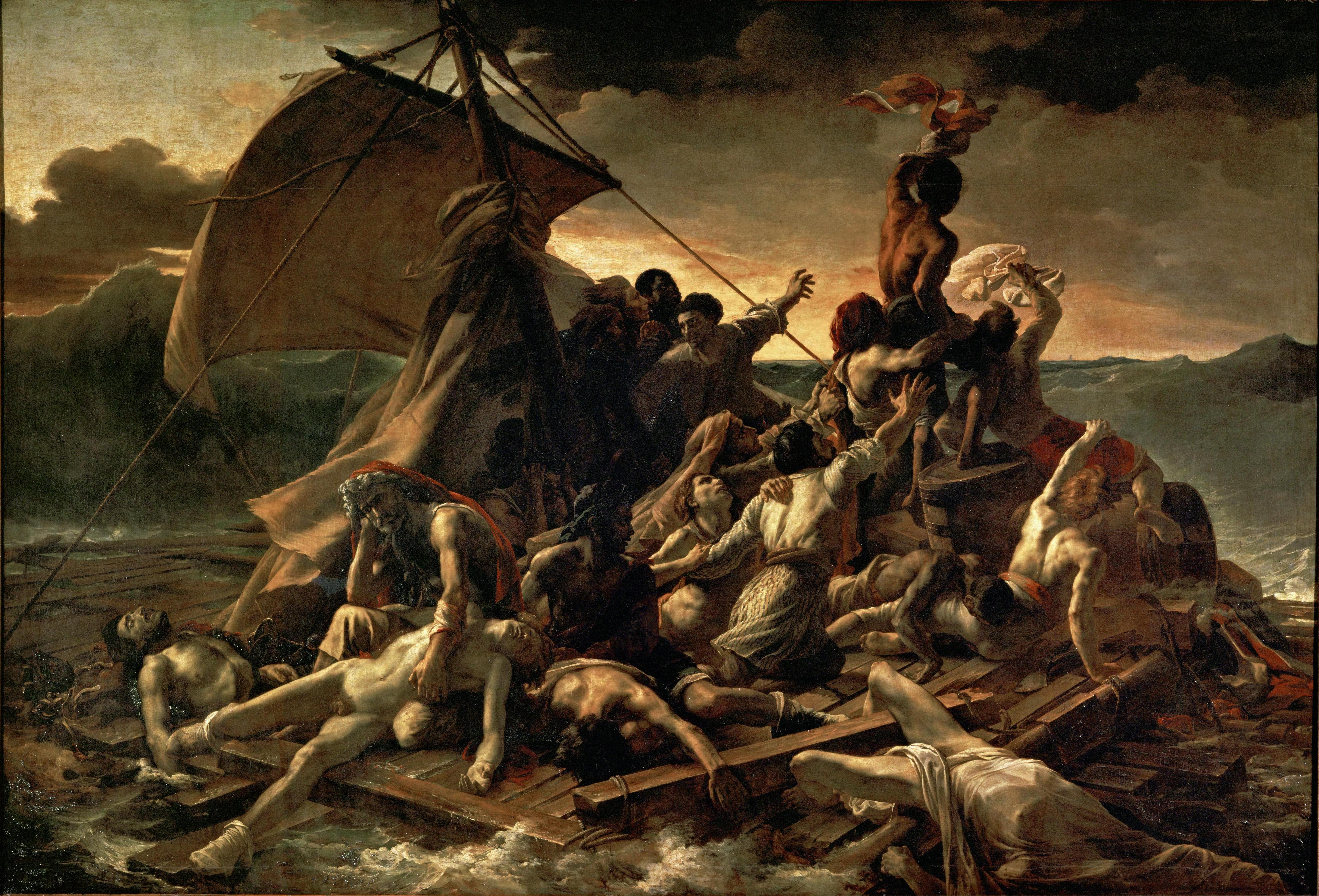
A Balsa da Medusa (1819) pintada a óleo por Théodore Géricault.

### Década de 1800
- Em um incidente de 1809 conhecido como o Massacre de Boyd, cerca de 66 passageiros da tripulação do navio bergantim Boyd foram mortos e devorados pelos Maoris na península Whangaroa, em Northland, ao norte da Nova Zelândia.
- Em 1816, a fragata francesa Méduse encalhou na Mauritânia, e 147 passageiros e a tripulação chegaram ao mar em uma jangada construída as pressas. Durante os caóticos 13 dias esperando o regaste, os ocupantes da jangada cometeram suicídio, assassinato e canibalismo; Apenas 15 homens sobreviveram à experiência.
- Em 1820, o Essex foi naufragado por um cachalote no Oceano Pacífico. A maioria dos sobreviventes do navio do Capitão Pollard passou 90 dias em pequenos barcos baleeiros até serem resgatados. Foi documentado que sete membros da tripulação que faleceram durante os 90 dias foram comidos, alguns depois de morrerem e outros dois que foram sacrificados para esse propósito depois de realizarem um sorteio. Um dos pequenos barcos foi encontrado contendo dois sobreviventes sugando a medula de um osso humano. O conto do Essex inspirou Herman Melville a escrever seu romance Moby-Dick (1851).
- Em novembro de 1874, três marinheiros britânicos que sobreviveram ao naufrágio do navio Cospatrick cometeram atos canibais.[24]

## Século XX

### 1900–1909
- Os missionários protestantes James Chalmers e Oliver Fellows Tomkins foram assassinados e devorados na Ilha Goaribari, na Papua-Nova Guiné, em 8 de abril de 1901.[25]
- Durante a Revolta de Bailundo, um grupo de rebeldes ovimbundos decapitou um comerciante nativo chamado Antonio de Silveira, ele foi cozinhado e depois teve seu corpo devorado. Os rebeldes forçaram a esposa de Silveira a carregar sua cabeça em uma cesta. A matança teve um propósito ritualista com o objetivo de produzir "sucesso mágico", como os perpetradores pertencentes ao Culto de Kandundu.[26]

### 1910–1919
- Os membros da tripulação do navio a vapor Dumaru passaram três semanas a pouca distância do navio de resgate, depois que o navio explodiu e afundou no oeste do Pacífico, em 16 de outubro de 1918. Uma vez que os suprimentos de comida e água esgotaram rapidamente, eles recorreram ao canibalismo para sobreviver.[27]

### 1920–1929
- Fome russa de 1921[28]
- O assassino em série Albert Fish causou muita discussão a respeito de sua sanidade mental perturbada ou não, pois ele tinha o hábito de devorar suas vítimas. Ele confessou molestar mais de 400 crianças em 20 anos e acredita ter assassinado algo entre 6 e 15 crianças.[29] O psiquiatra Fredric Wertham descreveu Fish como um "velhinho manso e inócuo, gentil e benevolente, amável e educado. Se você queria alguém de confiança para deixar seu filho, ele seria aquele que você escolheria".[30] O assassinato mais infame de Fish foi o de Grace Budd em 1928, cuja carne ele cortou em tiras e cozinhou com cenouras, cebolas e tiras de bacon. Isso o excitou sexualmente.[31] O Dr. Wertham descreveu como o relato de Fish sobre o processo culinário era "como uma dona de casa descrevendo seus métodos favoritos de cozinhar. Você tinha que se lembrar que era uma garotinha de que ele estava falando".[32] Quando o mesmo psiquiatra declarou Fish louco, Fish discordou e afirmou que ele era apenas "estranho".
- Em 20 de dezembro de 1924, as autoridades alemãs descobriram pedaços de carne humana e uma lista de 40 pessoas que Karl Denke já havia matado e canibalizado.

### 1930–1939
- Entre 1932 e 1933, o canibalismo foi generalizado durante o Holodomor (também conhecida como a grande fome da Ucrânia),[33] o que obrigou as autoridades soviéticas a emitirem cartazes informando que "Comer seus próprios filhos é um ato bárbaro".[34]

### 1940–1949
- Após a rendição alemã na Batalha de Stalingrado em fevereiro de 1943, cerca de 100 mil soldados alemães foram feitos prisioneiros de guerra. Quase todos foram enviados para campos de prisioneiros de guerra na Sibéria ou na Ásia Central, onde, devido a terem sido cronicamente subjugados pelos seus captores soviéticos, muitos recorreram ao canibalismo. Menos de 5.000 dos prisioneiros de Stalingrado sobreviveram no cativeiro. A maioria, no entanto, faleceu no início da prisão por exposição a doenças provocadas pelas condições no exército antes da rendição do cerco.[35]

### 1950–1969
- Violência faccional e canibalismo ocorreram na região de Guangxi Zhuang, no sudeste da China em 1968, durante a Revolução Cultural (1966-1976).[36]

### 1970–1979
- Em 1972, os sobreviventes do voo 571 da Força Aérea do Uruguai, que transportava uma equipe de rugby do Stella Maris College que partiram de Montevidéu e alguns de seus familiares, recorreram ao canibalismo enquanto estavam presos no local do acidente. Eles ficaram presos no dia 13 de outubro de 1972 e as operações de resgate encontraram o último sobrevivente em 22 de dezembro de 1972. A história dos sobreviventes foi relatada nas memórias do romancista Piers Paul Read, 1974, Alive: The Story of the Andes Survivors publicado em 1974, uma adaptação cinematográfica do livro, intitulada Alive (1993), e no documentário Stranded: I've Come from a Plane that Crashed on the Mountains (2008).
- No período entre 1977 e 1978, Richard Chase, também conhecido como "O Vampiro de Sacramento", bebia o sangue de suas vítimas e canibalizava os seus órgãos internos, ele fazia isso para tratar suas doenças imaginárias.
- Entre 1979 e 1980, Nikolai Dzhumagaliev matou pelo menos sete mulheres e canibalizou seus cadáveres.[37]

### 1980–1989
- Ladislav Hojer, um assassino em série da Checoslováquia, confessou ter assassinado uma jovem em 1981. Ele cortou os seios e a vagina da vítima e tentou comer o último com mostarda, depois de fervê-la em água salgada. Posteriormente, ele admitiu que jogou uma parte dela fora por conta de ter achado o sabor aquém de suas expectativas.[38]

### 1990–1999
- Ilshat Kuzikov, de São Petersburgo, Rússia, foi condenado em março de 1997 por comer três pessoas conhecidas do sexo masculino desde 1992.[39]

## Século XXI

### 2000–2009
- Em fevereiro de 2000, Katherine Knight matou seu parceiro John Price e cozinhou seu cadáver, depois o preparou para servi-lo aos filhos.[40]
- Entre 2006 e 2007, o assassino em série indiano Surinder Koli matou e canibalizou 19 pessoas, sendo que a maioria das vítimas eram crianças. Seu empregador, Moninder Singh Pandher, foi inicialmente condenado pelos assassinatos, porém a decisão acabou sendo revogada posteriormente.[41]
- Em 5 de janeiro de 2007, as autoridades francesas informaram que um presidiário cometeu canibalismo em um colega de cela, na cidade de Ruão.[42]
- Em 13 de janeiro de 2007, o artista plástico Marco Evaristti organizou um jantar cujo prato principal era massa agnolotti coberta por almôndegas feitas a partir de sua própria gordura, que havia sido removida no início do ano em uma operação de lipoaspiração.[43]
- Em fevereiro de 2009, foi relatado que cinco membros da tribo Culina no Brasil estavam sendo procurados pelas autoridades brasileiras pelo ato de assassinar, matar e comer um fazendeiro como parte de um ritual de canibalismo.[44]

### 2010–presente
- Em 2012, um trio de investigados por homicídios e ocultação de cadáveres da cidade de Garanhuns, no estado brasileiro de Pernambuco, declararam em depoimento para a polícia local que vendiam salgados recheados com carne humana. Conhecidos como Canibais de Garanhuns, alegaram que participavam de uma seita que pregava a purificação do mundo e a redução populacional e, por esse motivo, matavam cerca de três mulheres por ano.[45]
- Em maio de 2013, durante a Guerra Civil Síria, um rebelde chamado Abu Sakkar foi filmado mutilando o corpo de um soldado inimigo caído e mordendo um de seus órgãos - não está claro qual ele mordeu.[46]
- Em 2017, uma roda de canibais foi detida pela polícia na África do Sul.
- Em setembro de 2017, Dmitry Baksheev (35 anos) e Natalia Baksheeva (42 anos) foram presos em Krasnodar, na Rússia, por suspeita de terem cometido mais de 30 assassinatos envolvendo praticas canibais.[47][48]